# Station Irun
Station Irun is een spoorwegstation in de Spaanse gemeente Irun, in de provincie Gipuzkoa die onderdeel is van de Autonome Gemeenschap Baskenland. Het is het laatste Spaanse station op de lijn tussen Madrid en de Franse grens. Aan de andere kant van de grens kan verder worden gereisd naar Bordeaux en Parijs.
Doordat Frankrijk en Spanje verschillende spoorwijdten hebben, moesten reizigers vanuit Frankrijk naar Spanje hier overstappen. In de andere richting was de overstap in het nabijgelegen station van het Franse Hendaye. Tussen de stations van Hendaye en Irun, van elkaar gescheiden door de spoorwegbrug over de Bidasoa, liggen zowel Iberisch breedspoor als normaalspoor.
Sinds 2017 rijden de treinen echter niet meer over de grens door en moeten de reizigers zien om op eigen gelegenheid van het ene station over de grens naar het andere station te komen. De meest aangewezen mogelijkheid is de Topo, waarvan het dichtstbijzijnde station Colón ongeveer 200 m is verwijderd.
De enige uitzondering was de Sud Express naar Lissabon. Deze trein bleef vanuit Irun doorrijden naar Hendaye en begon sinds 2018 in Hendaye in plaats van in Irun. Hieraan kwam een einde in 2020 toen de Sud Express als gevolg van de coronapandemie werd opgeheven en nooit meer werd hersteld. Daarmee was een eind gekomen aan het grensoverschrijdende reizigersvervoer van de nationale spoorwegmaatschappijen tussen Hendaye en Irun.
Het station wordt aangedaan door  Alvia en Cercanías treinen van RENFE, die hier allen hun eindpunt hebben.
Brinkola · Legazpi · Zumarraga · Ormaiztegi · Beasain · Ordizia · Itasondo · Legorreta · Ikaztegieta · Alegia · Tolosa · Tolosa-Erdia · Anoeta · Billabona-Zizurkil · Andoain-Erdia · Andoain · Urnieta · Hernani-Erdia · Hernani · Martutene · Loiola · Loiola Erriberak (Gepland) · San Sebastian-Donostia · Gros · Ategorrieta · Intxaurrondo · Herrera · Pasaia · Lezo-Errenteria · Ventas de Irún · Irun